# Juan García de Salazar
Juan García de Salazar (Tuesta, 12 de febrero de 1639 - Zamora, 8 de julio de 1710), fue un maestro de capilla y compositor español.

## Vida
Se formó musicalmente como infante del coro de la capilla de música de la Catedral de Burgos, donde estudió bajo la tutela del maestro Francisco Ruiz Samaniego.
Fue nombrado maestro de capilla de la Colegiata de Toro en noviembre de 1661. En mayo de 1663 pasó a regir el mismo cargo en la Catedral de El Burgo de Osma (1663) y finalmente, en 1668, fue pasó a ocupar el magisterio de la Catedral de Zamora, cargo que mantendría hasta su fallecimiento.

## Obra
Sus composiciones le sitúan entre los mejores representantes de la escuela polifónica castellana de su tiempo. Es autor de obras de música sacra entre las que destacan sus motetes a cuatro y seis voces que son frecuentemente acompañadas al órgano.